# Bo Aung Kyawstraat
De Bo Aung Kyawstraat (of Bo Aung Kyawweg; Engels: Bo Aung Kyaw Street; voorheen Sparks Street) is een hoofdstraat die van noord naar zuid door Kyauktada Township en Botataung Township loopt, in het zuiden van Yangon.
In de Bo Aung Kyawstraat staat de Saint Mary's Cathedral, de grootste kathedraal van Myanmar, ontworpen door de Nederlandse architect Jos Cuypers in de jaren 1890. Verscheidene luchtvaartmaatschappijen, reisorganisaties en hotels zijn gevestigd in deze straat. Ook zitten hier het hoofdkantoor van de Myanmar Times en het Myanmarese hoofdpostkantoor gevestigd.